# たけや製パン
株式会社たけや製パン（たけやせいパン、英: Takeyaseipan co.,ltd.）は、秋田県秋田市に本社を置く製パン・和洋菓子の製造会社である。企業スローガンは「おいしさ、咲かそ」（2019年1月制定）。
1968年6月から山崎製パンと業務提携している。秋田県内の製品を製造・販売しており、加えて同社のコンビニエンスストアのブランドであるデイリーヤマザキ事業の秋田県におけるエリアフランチャイザーも受託している。製造所固有記号はTK。

## 概要
交通網の整備が遅れていた秋田県には大手製パン会社はなかなか進出できず、戦後しばらくの間、たけや製パン、株式会社スズヤ、 秋田第一屋製パンという3メーカーが秋田県内でしのぎを削っていた。やがて、たけや製パンが、1968年にスズヤ、1980年に秋田第一屋製パンを吸収合併し、以来、秋田独自のパン文化が発展することとなった。
しかし、1960年代に入ると、千葉県市川市を発祥とする山崎製パンが相次いで自社工場を設立し、全国各地に進出。急速に勢力を拡大していた。いずれは東北地方にも進出すると危惧した当時のたけや製パン経営者である武藤茂太郎は山崎製パンの経営者（当時）である飯島藤十郎に業務提携の打診を行い、同社幹部への説得を経て、1968年6月に同社との業務提携を締結した。
同社は前述の経緯から青森県の工藤パンと同様に、山崎製パン商品の製造委託するためのライセンスを取得しており、冒頭で述べたとおり製造固有記号はTKであるが、2019年1月以降の製造・出荷分より工藤パン同様、ごく一部（例・ランチパック等）の山崎製パン各商品のパッケージ裏面製造固有記号の表示が廃止され、パッケージ裏面に「製造所 株式会社たけや製パン」の表示が記載されるようになった。
製パン・製菓業の他にも、デイリーヤマザキのエリアフランチャイズを行っている。

## 商品の特徴
たけや製パンの製品は基本的に、秋田県内のスーパー・コンビニエンスストア・一般店の約1000店で購入できる。 さらに秋田県内以外だと、イオン東北（東北地区のイオン・マックスバリュ）の各店舗や、東京・有楽町の秋田ふるさと館、東京・品川のあきた美彩館でも購入できる。
ふんわりとしたスポンジケーキに本物のバナナとホイップクリームが包まれている食べごたえ満点のスイーツ「バナナボート」は昭和30年に発売して以来、一度も味・パッケージともに変更を加えず販売し続けてきた商品で年間350万食売れている。 また、たけや製パンは秋田県内でのシェア率が約40％、業務提携し製造・販売している山崎製パンのシェア率も合わせると約70％になり、 「粒あんグッディ」「コーヒー」「ビスケット」「アベックトースト」「学生調理」といった多数のオリジナル菓子パンや惣菜パンがロングセラー商品となっている。 一方で2014年からは、バナナボートのシリーズ商品の開発に取り組み、クリームの味を変えたり、バナナではないフルーツを使ったりするなど、昔ながらの商品が多い反面、新しいブランド・テイストの商品を次々に開発している。

## 沿革
- 1951年（昭和26年）2月 - 創業。
- 1953年（昭和28年）12月 - 工場移転。
- 1956年（昭和31年）9月 - 合資会社として設立。
- 1959年（昭和34年）7月 - 大曲工場を開設。
- 1961年（昭和36年）
  - 8月 - 株式会社化。　資本金400万円、従業員数170名
  - 9月 - 明田地区に工場を移転。
  - 12月 - 本荘工場を開設。
- 1963年（昭和38年）4月 - 能代工場を開設。
- 1968年（昭和43年）
  - 5月 - 株式会社スズヤを吸収合併。
  - 6月 - 山崎製パンと業務提携[2]。
  - 11月 - 川尻町に工場を移転
- 1970年（昭和45年）5月 - 秋田駅前・中央通りにおいて「レアルたけや」を開店。
- 1979年（昭和54年）4月 - 秋田米飯給食事業協同組合を設立。
- 1980年（昭和55年） - 秋田第一屋製パンを吸収合併。
  - 9月 - 現在地に本社工場・新社屋完成。
- 1982年（昭和57年）11月 - ヤマザキデイリーストアーとサブフランチャイズ契約を締結。デイリー事業部を設置。
- 1984年（昭和59年）4月 - 秋田駅前にパン専門店「る・ぼんぐ」を開店。
- 1997年（平成9年）9月 - イオン秋田ショッピングセンター内に「る・ぼんぐ御所野店」を開店。
- 2024年（令和6年）3月9日 - 当社とJR東日本秋田支社のコラボ企画により、リゾートしらかみに乗り秋田-男鹿間を往復する「秋田のご当地パン列車」を運行[8]。約120人が参加し、定番商品や新商品など約10品を食べ比べ[8]。
- 2025年（令和7年）1月8日 - 警察業務に協力（被留置者への食料提供）したとして、秋田東警察署からたけや製パンに感謝状を贈呈[9]。

## おもな商品（一部抜粋・販売終了含む）

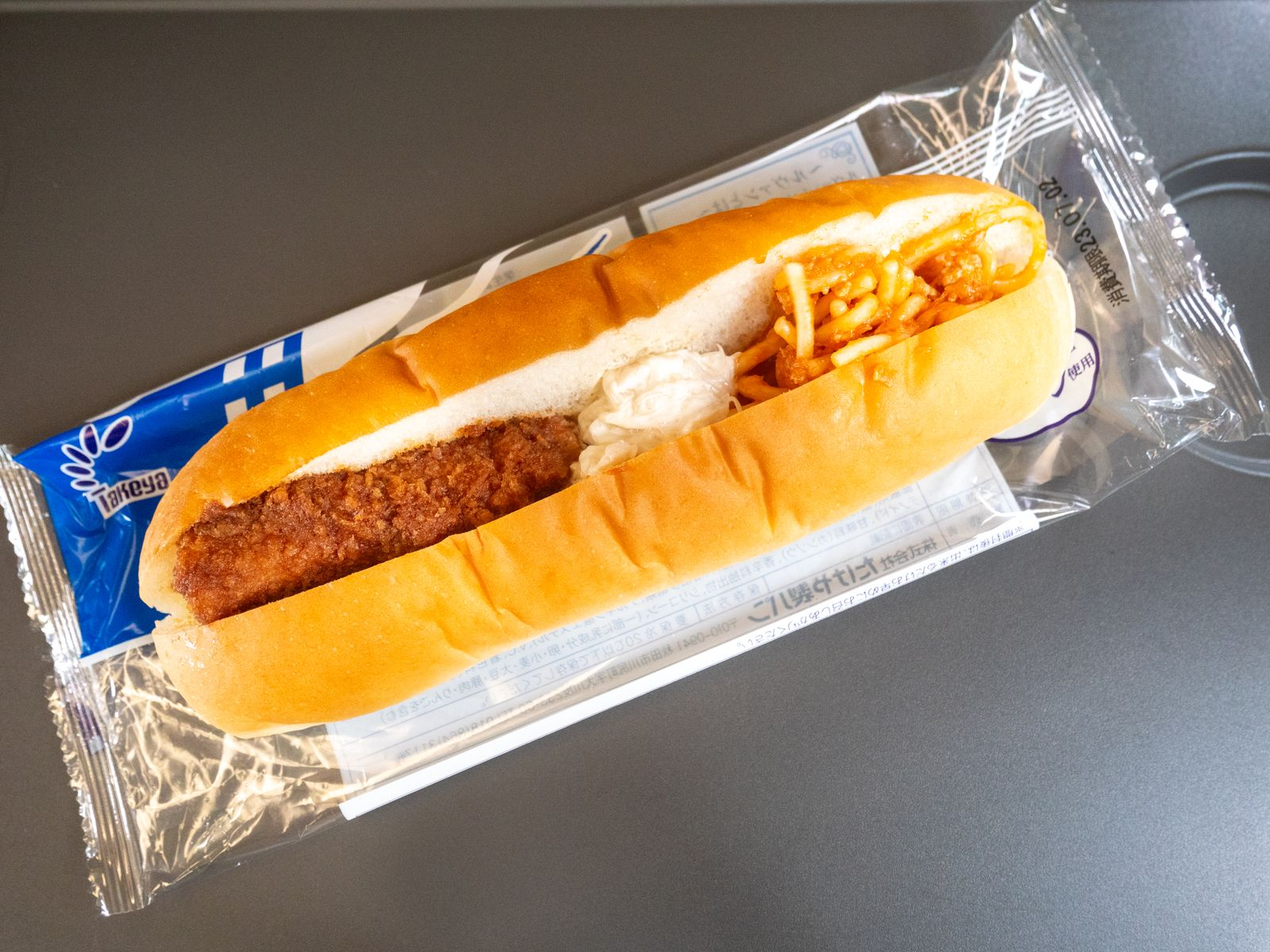
学生調理

コーヒー（パン)
同社が現在発売しているラインアップの中で最も知名度が高く、発売開始から40年以上に渡って絶大的なロングセラーを誇る。ロールパンにコーヒー味のバタークリームをはさんだ菓子パン。
アベックトースト・バタートースト
ホテルブレッド系の食パンにマーガリンとイチゴジャムがサンドされた菓子パン。
粒あんグッディ
つぶあんとマーガリンを包んだあんパン。昭和30年代から販売されていたパンの一つ
ビスケットパン
その名の通り生地にビスケット風の生地を練りこみ、デニッシュスタイルに仕上げた菓子パン。
バナナボート
山崎製パンで製造、販売している「まるごとバナナ」の元祖的な商品。2010年代にシリーズ化され、クリームの味を変えたり、バナナに変わってフルーツ缶を混ぜた「フルーツボード」もある。
カステラサンド
大きめにカットされたパンにカステラ生地とホイップクリームをサンドした菓子パン。先述のコーヒーパン同様、発売開始から40年以上に渡って現在に至っている。青森県で同じく山崎製パンの委託製造を行っている工藤パンでも同様のコンセプトで同名のブランドが展開されているが形状は異なっている。
学生調理 
コッペパンに魚肉ソーセージフライ、コールスローサラダ、ナポリタンスパゲティをはさんだ調理パン。具材を辛口にした「学生調理Ⅱ」、少しサイズダウンし食べやすくした「学生調理 ちょうどいい大きさ」などの派生商品がある。
中年調理
上記の学生調理の派生商品、および横展開商品として2014年5月1日に数量限定販売された。学生調理が1種類だったのに対し、こちらは3種類（「チーズササミカツ&ごぼうサラダ&焼ビーフン」「メンチカツ&カレーキャベツ&焼きそば」「油淋鶏&チーズポテト&ナポリタン」）のラインアップとなっていた。
サラダパン
コッペパンにスパゲッティサラダをはさんだ調理パン。滋賀県にある同名のパンとは無関係。
バター餅
北秋田市鷹巣地方で親しまれている、バター餅を商品化。一口サイズを5個入っている商品。
串だんご3本入
香ばしく焼き上げた3玉入りの串団子を「ごま」「こしあん」などのたれ等をつけた商品。

## 事業所・店舗

### 事業所
- 本社・工場 / 秋田県秋田市川尻町字大川反233-60
- 北秋田営業所 / 秋田県北秋田市綴子字糠沢柏木岱89

以前あった事業所
- 大曲営業所 / 秋田県大曲市
- 大館営業所 / 秋田県大館市釈迦内
- 本荘工場 /
- 能代工場 /

### ベーカリー店舗
- Creation / 秋田県秋田市仁井田本町5丁目11-2 T-Comfort（マルダイ御野場店敷地内）

以前あった店舗
- る・ぼんぐ / 秋田県秋田市中通2丁目6-2（秋田市駐車場公社1F）
- る・ぼんぐ 御所野店 / 秋田県秋田市御所野地蔵田1丁目1-1（ジャスコ御所野店内）

### 飲食店舗
- 木もれ陽のテラス / 秋田県秋田市仁井田本町5丁目11-2 T-Comfort（マルダイ御野場店敷地内）

### デイリー事業部直営店舗
- デイリーヤマザキ秋田工業団地店 / 秋田県秋田市川尻町字大川反233-60（デイリー事業部1F）

以前あった店舗
- デイリーヤマザキ港流通団地店 / 秋田県秋田市土崎港相染町字中谷地82

## 関連企業
- 株式会社リベール / 秋田県秋田市新屋町字天秤野125-26
- 秋田米飯給食事業協同組合 / 秋田県秋田市新屋町字天秤野88-25